# Гамера-Шмырко, Татьяна Ярославовна
Татьяна Ярославовна Гамера-Шмырко (укр. Тетяна Ярославівна Гамера-Шмирко; род. 1 июня 1983, Града (Кременецкий район)) — украинская легкоатлетка, бегунья на длинные дистанции.
Училась в Кременецком областном гуманитарно-педагогическом институте имени Тараса Шевченко на отделении физического воспитания, затем окончила Львовский государственный университет физкультуры (2005).
На чемпионате мира 2011 года в Тэгу финишировала на 15-м месте. Выступала на Олимпийских играх 2012 года, где заняла 5-е место в марафоне.
25 ноября 2015 года за нарушение антидопинговых правил была дисквалифицирована Федерацией легкой атлетики Украины с 30 сентября 2015 года по 29 сентября 2019 года. Все результаты, показанные спортсменкой с 26 августа 2011 года по 30 сентября 2015 года были аннулированы, в том числе национальный рекорд Украины по марафону, установленный в Осаке в январе 2015 года.

## Достижения
- 2-е место на Осакском марафоне 2012[2]
- 5-е место на Пражском полумарафоне 2012 года — 1:12.15[3]
- Победительница Краковского марафона 2011 — 2:28.14
- Победительница Осакского марафона 2013 года — 2:23.58
- Победительница Осакского марафона 2014 года — 2:24.37